# Жанна Паризька (фільм)
«Жанна Паризька» (англ. «Joan of Paris») — кінофільм 1942 року режисера Роберта Стівенсона. У головних ролях — Мішель Морган та Пол Генрейд.

## Сюжет

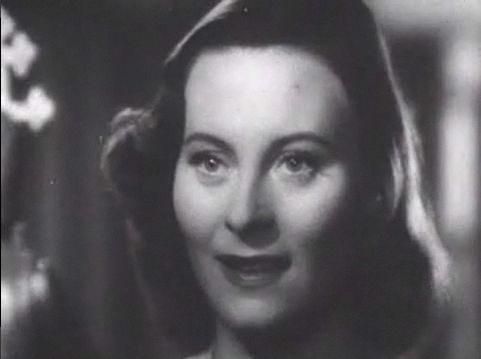
Мішель Морган в ролі Жанни

Стрічка починається повідомленням про вторгнення нацистських військ у Францію. П'ять бомбардувальників англійської ескадрильї опиняються на французькій території та здійснюють аварійне приземлення. Пілоти змушені переховуватися. Вони мають потрапити до відділення Британської розвідки в Парижі. Гестапо вже розшукує їх, і хлопцям потрібно знайти цивільний одяг. У своїх пошуках вони натрапляють на бар на паризькій околиці. Випадково, там працює барменкою дівчина, чиєю святою покровителькою є Жанна д'Арк. Чи не від неї чекати допомоги?

## У ролях
- Мішель Морган
- Пол Генрейд
- Томас Мітчелл
- Лейрд Креґар
- Мей Робсон
- Александр Ґранах
- Алан Ледд
- Джек Бріггс